# GINZA SIX

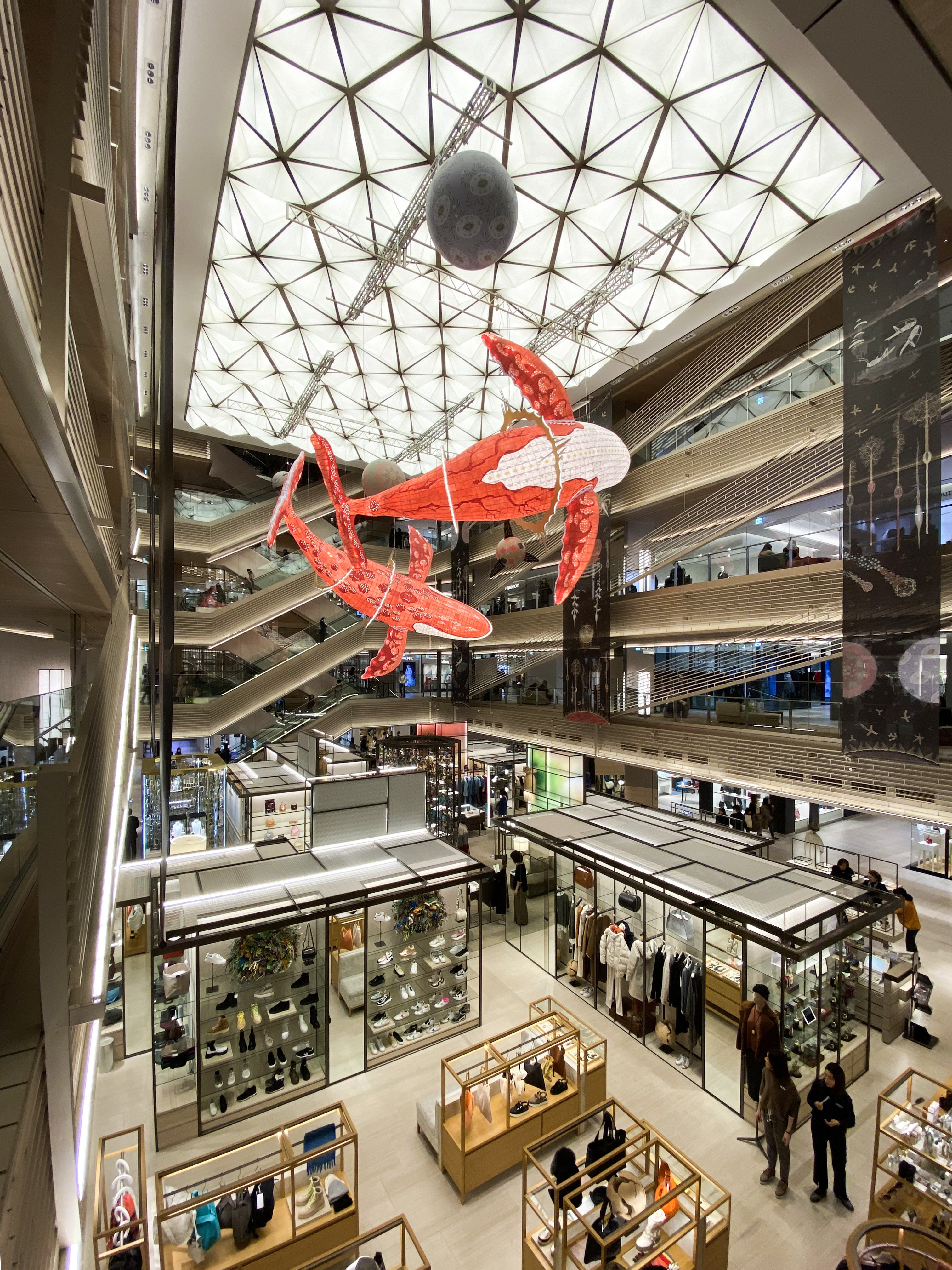
2階 シジェームギンザ

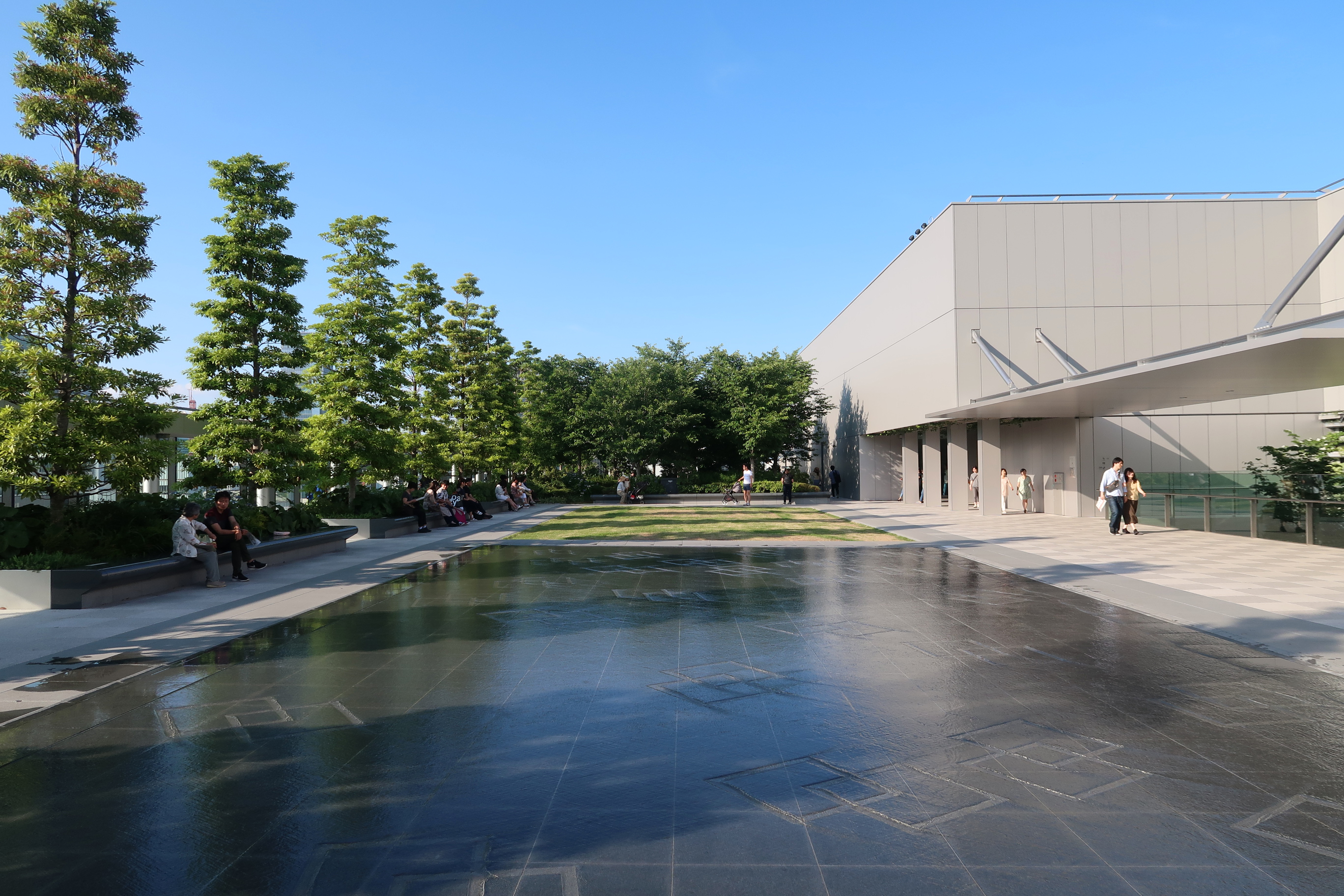
屋上庭園

GINZA SIX（ギンザシックス）は、東京都中央区銀座六丁目にある複合商業施設。ハイブランドを中心とした商業施設、業務施設（オフィス）、能楽堂などの文化・公共施設、地域冷暖房及び駐車場から構成される。
J.フロント リテイリングの登記上の本店所在地である。

## 概要
計画地は都市再生緊急整備地域（東京都心・臨海地域）に指定され、建物は多くが老朽化や防災上の課題を抱えた旧耐震基準の建物だった。このため、それらの課題解決と周辺地域に寄与する施設整備を目指し、閉店した松坂屋銀座店（銀座最古参の百貨店）の跡地を含む銀座六丁目10番街区（4,600m2）と隣接する銀座六丁目11番街区（4,400m2）約1.4haにわたる2つの街区を一体的に整備する再開発事業が決まり、2011年12月に都市計画決定し、2017年1月に竣工した。総事業費は約861億円。
参加組合員であり、再開発のコーディネーターや設計のプロジェクトマネージャーとして複数の立場で森ビルが参画し、設計は鹿島建設と谷口設計事務所（谷口吉生）による設計共同体（JV)、施工は鹿島が担当した。管理運営は、大丸松坂屋百貨店、森ビル、Lキャタルトンリアルエステート（LVMHグループ）、住友商事が共同で出資したGINZA SIXリテールマネジメントが担う。
建物は地下6階・地上13階建てで、高さは約56m。中央通りに面する間口は約115mに及び、商業施設とオフィスなどをあわせた延床面積は約14万8,700㎡と、銀座エリアで最大規模を誇る。施設には商業やオフィスのほか文化・交流施設として「観世能楽堂」を地下3階に配置。拡幅された三原通り側には、観光バスの乗降所やツーリストサービスセンターを設け、銀座に不足していた観光の機能も持たせた。また巨大施設であるがゆえに、地域の人々は、街を歩く人の回遊性を妨げないように、開発側に配慮を求めていたことから、廃道されたあずま通りを敷地内通路として残し、中央通りから三原通りへ通りぬけられる「銀座パサージュ」も設置した。17年12月には銀座駅からGINZA SIXに通じる地下通路が開通し、地下レベルでも歩行者ネットワークが強化されている。このほか、制振構造の採用や非常用発電機などを備え、地震の際には地下3階の観世能楽堂等は帰宅困難者のための一時滞在スペースとして開放される。

### ファサード
銀座最大の建築面積という特徴を表現するために、建物全周には、階ごとに「ひさし」が設置された。「ひさし」はステンレスのヘアライン仕上げで、周囲の光を映し込み、時間や天候の変化を建築に与える。また先端には繊細なLEDライン照明が組み込まれ、ファサードの統一性を表現している。
高さ31mの従来の街並みを形成する商業施設には、「ひさし」を吊り下げるかたちで、銀座の街の賑わいを演出するための「のれん」が設置された。この「のれん」は、建物を垂直方向に分節化して銀座の路地空間を繋げるスケール感を表現する。ラグジュアリーブランドの店舗や地権者の店舗は、「のれんルールブック」に基づき、それぞれの設計者が自由にファサードをデザインすることができる。「のれん」は、外壁の止水ラインの外に設けられているので、店舗の営業を継続しながら「のれん」の交換が容易なシステムであり、店舗の変更への対応はもとより、時間の経過によるファサードの陳腐化を防ぐことも可能にしてくれる。

## 沿革
- 1924年（大正13年）12月1日 - 「松坂屋銀座店」開店。
- 2003年2月（平成15年） - 「銀座六丁目地区街づくり協議会」組織、検討開始。
- 2010年4月（平成22年） -  「銀座六丁目地区市街地再開発準備組合」設立。
- 2011年（平成23年）12月19日 - 「都市計画決定」告示（都市再生特別地区の変更）。
- 2012年（平成24年）12月12日 - 東京都知事「銀座六丁目10地区市街地再開発組合設立（事業計画）認可」（都市計画法第11条第1項）。
- 2013年（平成25年）
  - 6月 - 東京都知事「権利変換計画認可」取得。
  - 6月30日 - 「松坂屋銀座店」閉店[注 2]。
  - 7月 - 既存建物（合計17棟、合計延床面積約74,294m2）解体工事着手。
- 2014年（平成26年）4月2日 - 「建築工事着手」。
- 2015年（平成27年）11月 - 地中障害物等により、竣工時期変更。
- 2017年（平成29年）
  - 1月末 - 「建築工事完了」。
  - 2月1日 - オフィス引き渡し。
  - 4月20日 - グランドオープン[3][14]。
  - 12月20日 - 銀座駅からGINZA SIXに通じる地下通路が開通。

## 主要施設
商業施設

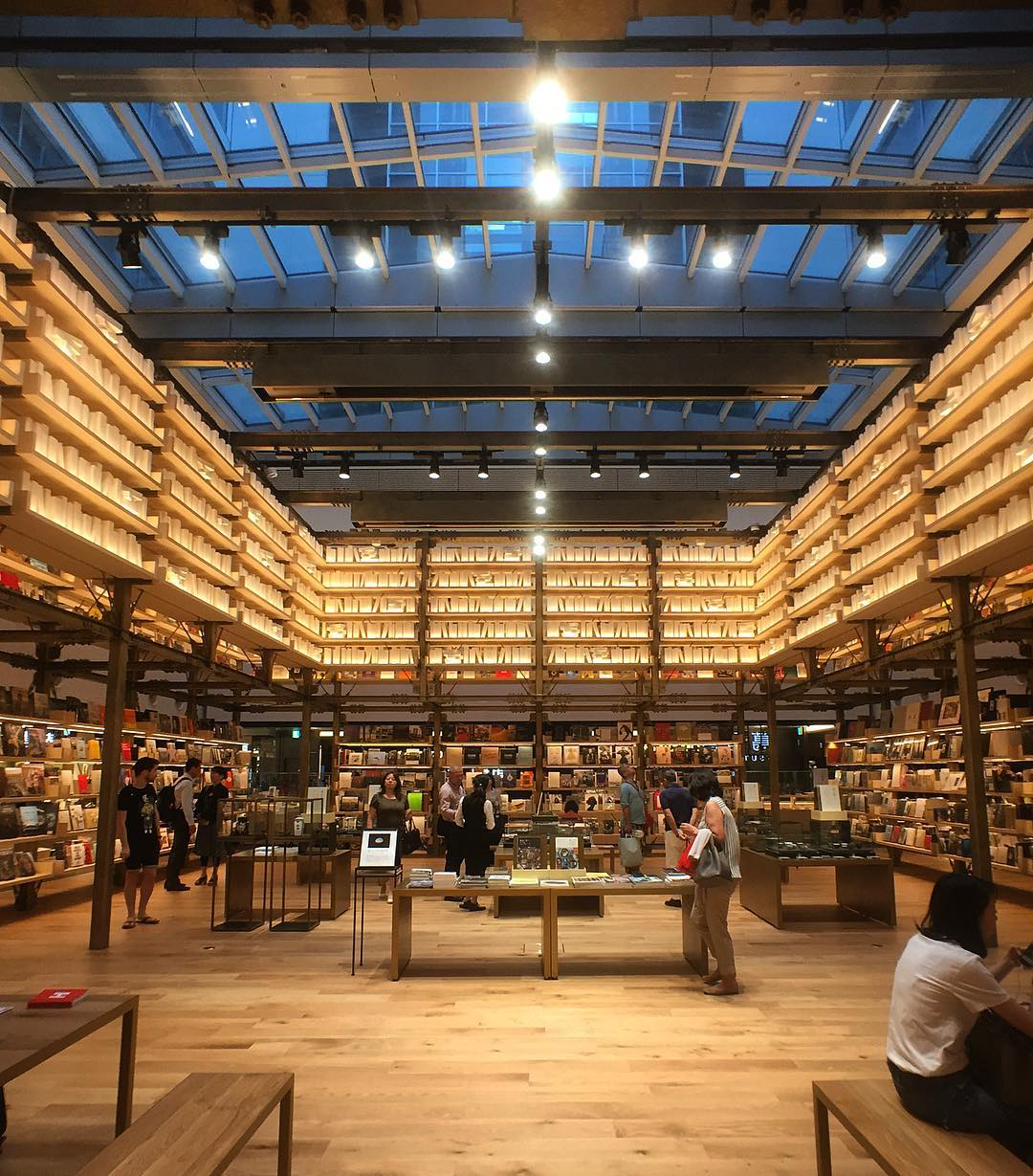
銀座蔦屋書店

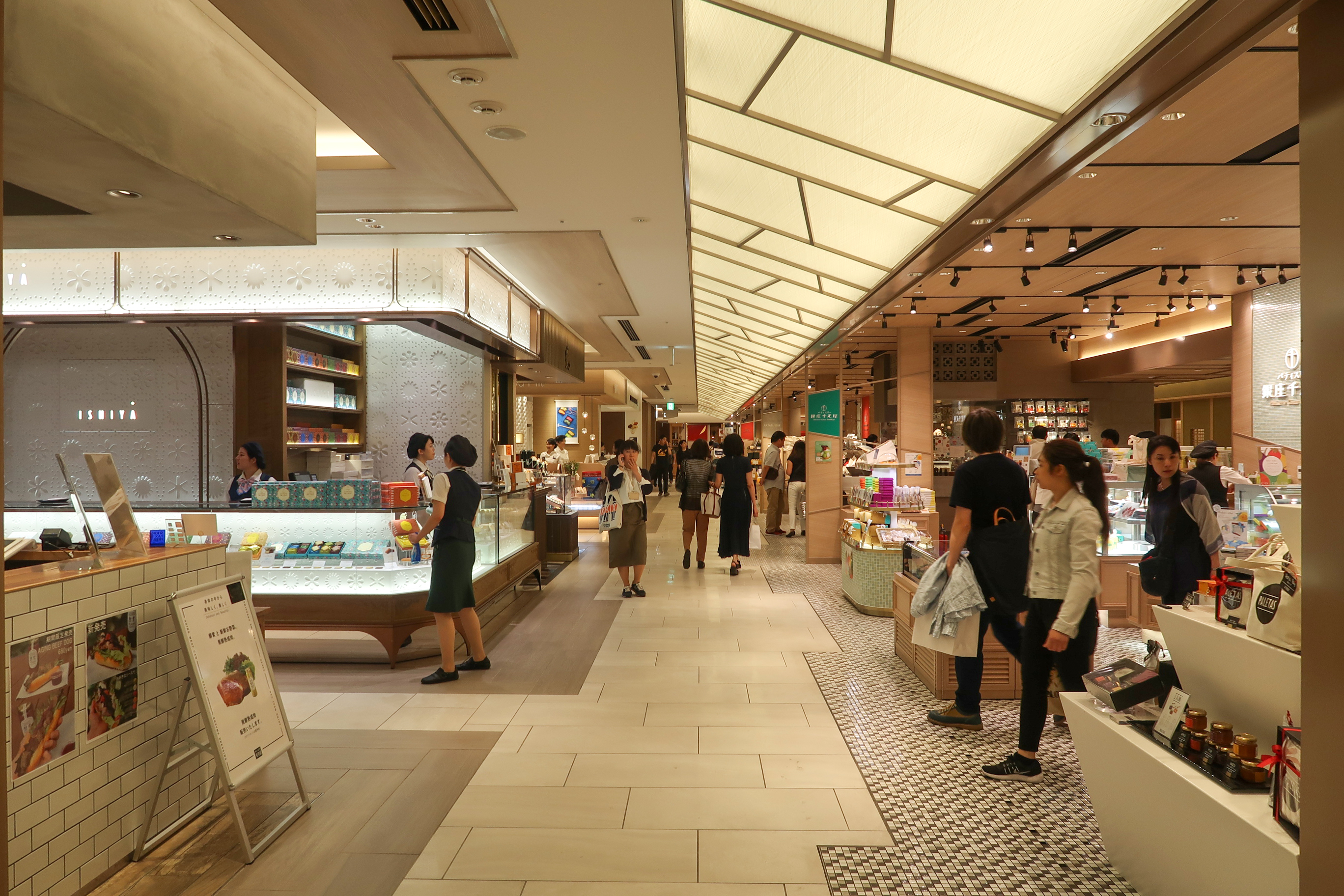
地下2階

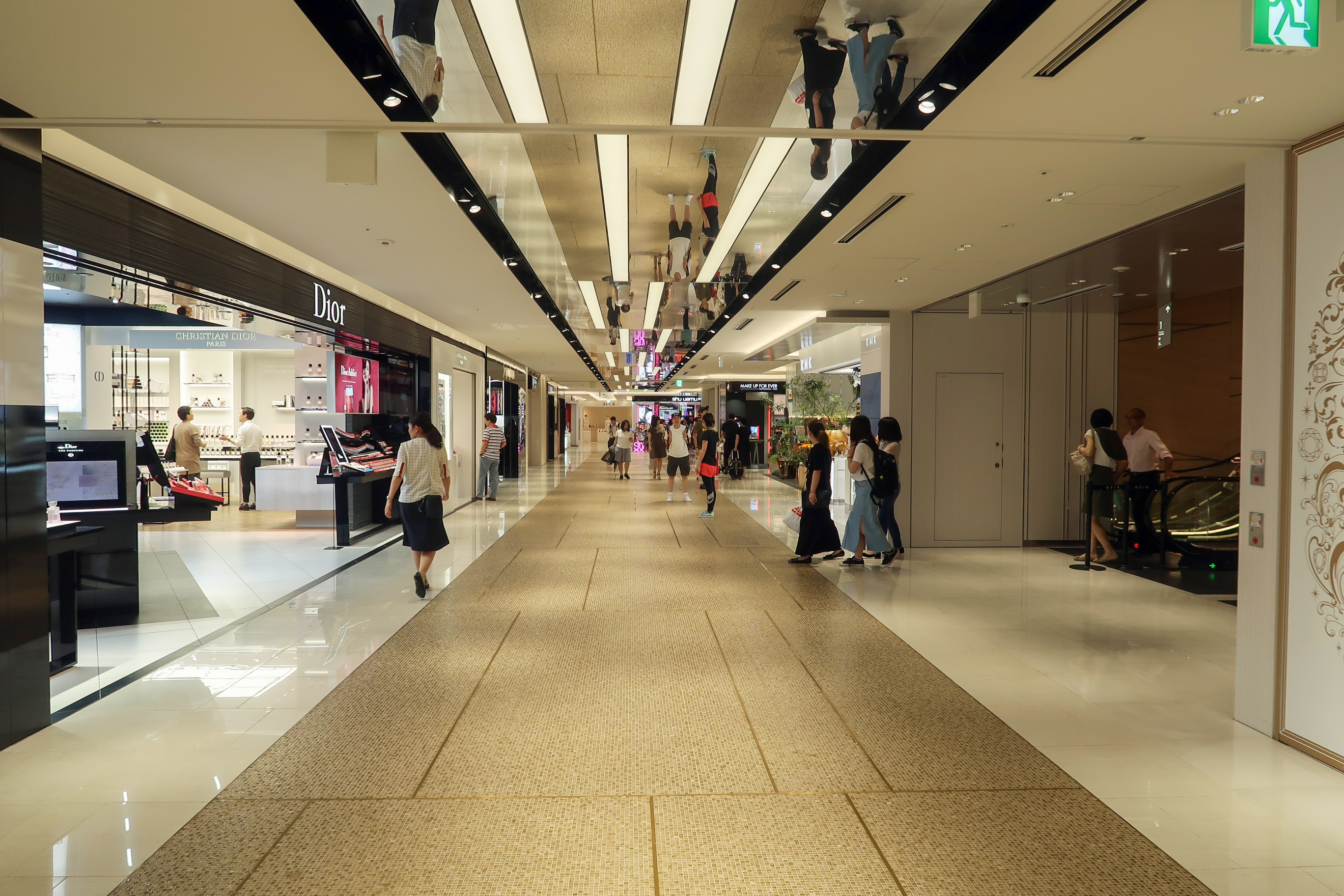
地下1階 - BEAUTY

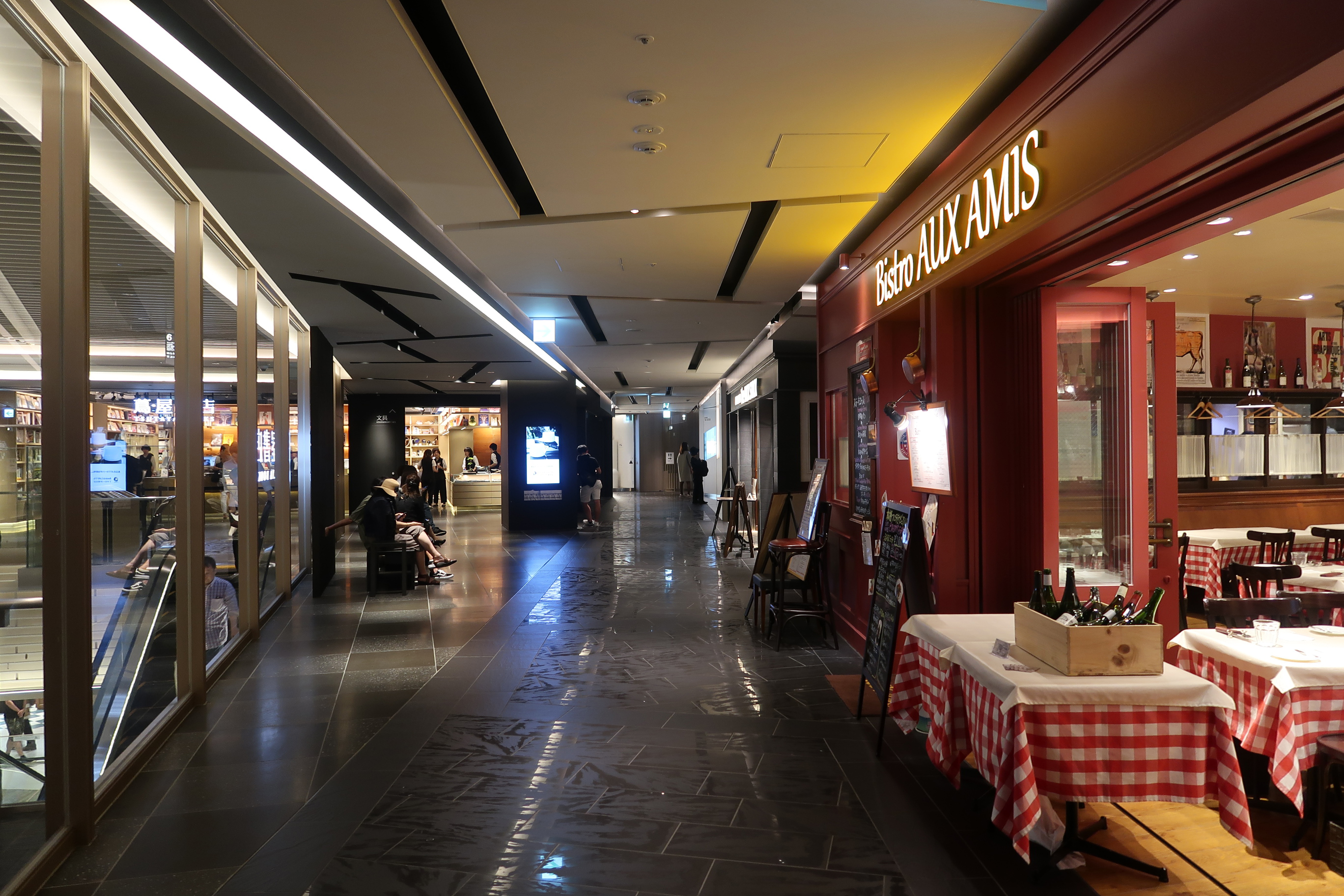
6階

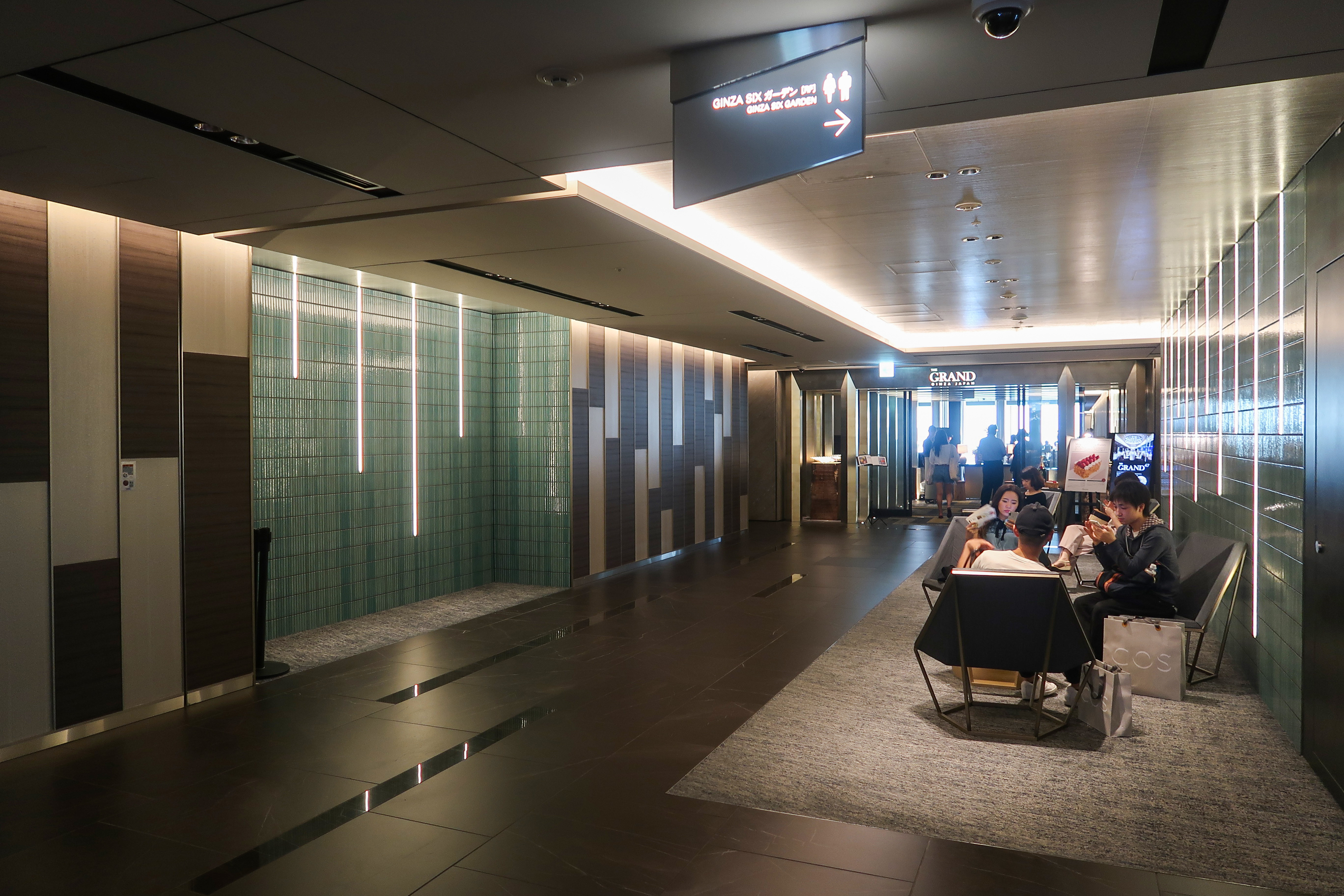
13階RESTAURANT & LOUNGE

商業施設としては銀座最大級の規模を誇り、銀座の地に相応しいハイブランドの旗艦店が数多く入居する。それらのラグジュアリーブランドは複数階に跨ったメゾネットタイプが採用されている店舗もある。商業エリアの中心に4層吹き抜けアトリウムを配置。内装デザインは、キュリオシティのグエナエル・ニコラが担当した。
開業当時、20代による売り上げは全体の10％台だったが、今日では売り上げの半分を20〜30代の働く若者が占めている。2020年（令和2年）12月から21年1月にかけて、20店舗が閉店した。GINZA SIX広報担当者によるとこれはコロナ禍の影響ではなく、開業4年目から計画していたリニューアル計画に沿ったものであり、21年には開業以来初の大規模リニューアルを実施。約40テナントを入れ替えた。22年は約20テナントの入れ替えを予定し、秋には新たなラグジュアリーブランドもオープンする。
- 地下2階 - FOOD
- 地下1階 - BEAUTY
- 1階 - 3階 - FASHION
- 4階 - 5階 - FASHION & LIFESTYLE
- 6階 - ART BOOK & CAFE、RESTAURANT
- 13階 - RESTAURANT & LOUNGE

観光施設
1階 - 「TERMINAL GINZA」観光案内・観光バス等の乗降所。上部には「緑と水のストリートパーク」を兼ねる「三原テラス」を設けた。
文化施設
地下3階 -「観世能楽堂」
渋谷から移築された能楽最大流派・観世流の本拠地。地下鉄や地下駐車場などの騒音が内部に伝わらないように、床や天井、壁を浮かせた。地震発生時には、地震の影響を受けづらい地下に配置した能楽堂や控室などを開放することで、約1000人の帰宅困難者の受け入れを可能とした。
業務施設
みゆき通り側にオフィスエントランスを設け、7層にわたり展開する。基準階貸室面積は約6,100m2（約1,850坪）
テナント
11階 - オープンハウス「アメリカ不動産事業」の拠点を置く。
屋上庭園
ランドスケープはプレイスメディアの宮城俊作が担当。4000㎡の庭園には、サクラやカエデなど多様な樹種から成る四季の移ろいを感じられる森林ゾーンと、イベントにも活用できる芝生と、広場に潤いと快適さをもたらす水盤からなる憩いの空間を配置し、外周部には銀座の街並みを眺めることができる緑の回廊空間が設けられた。
地域冷暖房施設
地下5階 - 地下6階 - 銀座エリア最大規模の地域冷暖房を設置。

## 交通アクセス
鉄道
- 東京メトロ銀座線、東京メトロ丸ノ内線、東京メトロ日比谷線「銀座駅」A3出口より徒歩2分
- 都営地下鉄浅草線、東京メトロ日比谷線「東銀座駅」A1出口より徒歩3分
  - 銀座駅、東銀座駅からは直結の地下連絡通路が利用可。（通行可能時間 7:00～23:00）
- 東京メトロ有楽町線「銀座一丁目駅」9番出口より徒歩8分
- 東京メトロ千代田線、東京メトロ日比谷線、都営地下鉄三田線「日比谷駅」A2出口より徒歩9分
- 東京メトロ有楽町線、JR山手線、京浜東北線「有楽町駅」銀座口出口より徒歩10分
- 都営地下鉄浅草線、東京メトロ銀座線、JR山手線、京浜東北線、東海道線、横須賀線、ゆりかもめ「新橋駅」銀座口より徒歩10分

## アート
- 大巻 伸嗣《Echos Infinity -Immortal Flowers-》
- 堂本 右美《民》
- チームラボ《Universe of Water Particles on the Living Wall》
- パトリック・ブラン《Living Canyon》

## ギャラリー
- 中央通り入口（2018年6月撮影）
- 1階
- 3階
- 5階アールグロリュー
- 6階Ginza Grand Premium Food Hall
- 屋上庭園への階段
- 地下3階 能楽堂ロビー（2017年4月撮影）
- 銀座駅からの地下通路（2018年6月撮影）
- 中央通り東側から見る（2017年4月撮影）
- 駐輪場と貸切バス乗降場の入口（2022年2月撮影）
- 貸切バス乗降場の出口（2022年2月撮影）

### 注
1. ↑  森ビルは2020年2月末で運営から撤退[8]。
2. ↑  東日本大震災を機に建築物の耐震性の強化が求められたことから、松坂屋銀座店も建物の老朽化が指摘されたため、建物の耐震性を強化するために建て替える必要が生じた。そのため、当初の計画では「リニューアルのための一時的な閉店」と定義し、2013年6月30日を以って閉店した際も公式サイトでは「一旦閉店しました」とアナウンスされており、完全閉店の否定を強調した上で竣工後に改めて「松坂屋銀座店」の名称で再開店する予定だった。

1. 1 2 3 4 5 6 7 8 9 10 11 12 13  『新建築』2017年6月号 p.214
2. 1 2  『日経アーキテクチュア』2017年5月25日号 p.21
3. 1 2 3  朝日新聞『GINZA SIX 観光・文化の拠点に』「銀座松坂屋跡地 バス乗降所併設 地下に能楽堂も」2016年10月27日、2016年10月27日閲覧
4. 1 2  『新建築』2017年6月号 p.201
5. ↑  銀座六丁目 ワールドクラスクオリティ施設が誕生 - 住友商事（2014年4月2日）、2016年2月15日閲覧。
6. ↑  銀座六丁目10地区第一種市街地再開発事業（中央区決定） - 東京都都市整備局（平成27年7月31日）、2016年2月15日閲覧。
7. 1 2 3 4 5 6  『日経アーキテクチュア』2017年5月25日号 p.22
8. ↑  “GINZA SIX共同運営業務の終了について”. 森ビル. (2020年2月25日) 2022年10月13日閲覧。
9. ↑  『日経アーキテクチュア』2017年5月25日号 p.22 - 23
10. ↑  『日経アーキテクチュア』2017年5月25日号 p.23
11. 1 2 3 4 5 6 7 8 9  『新建築』2017年6月号 p.194
12. ↑  地下鉄「銀座駅」からGINZA SIXにつながる地下通路が開通 バリアフリー動線を強化、来街者の利便性・回遊性を向上～2017年12月20日供用開始～ - G6リテールマネジメント、2016年12月20日閲覧。
13. ↑  J.フロントリテイリングは、銀座地区最大の再開発計画「銀座六丁目10地区第一種市街地再開発事業」に取り組んでいます - J.FRONT RETAILING（2015年11月6日）、2016年2月15日閲覧。
14. ↑  銀座六丁目10地区市街地再開発/建物を上棟、2017年4月に商業施設開業 - 流通ニュース、2016年5月11日、2016年5月17日閲覧。
15. 1 2  “「GINZA SIX」開業5周年　コロナを経て見えた唯一無二のラグジュアリーモール戦略の現在地”. FASHIONSNAP. (2022年5月26日) 2022年10月13日閲覧。
16. ↑  “GINZA SIXの大量閉店は改装計画の一環　「開業から4年の段階で予定していた」”. FASHIONSNAP. (2020年2月25日) 2022年10月13日閲覧。
17. ↑  『新建築』2017年6月号 p.199
18. 1 2 3  『日経アーキテクチュア』2017年5月25日号 p.25
19. ↑  2017年、銀座エリア最大級、ワールドクラスクオリティの商業施設が誕生します「銀座六丁目プロジェクト」銀座六丁目10地区第一種市街地再開発事業 - G6リテールマネジメント、2016年2月15日閲覧。